# Trionymus coronus
Trionymus coronus är en insektsart som beskrevs av Miller och Mckenzie 1971. Trionymus coronus ingår i släktet Trionymus och familjen ullsköldlöss. Inga underarter finns listade i Catalogue of Life.